# Kidnapningen af Jaycee Lee Dugard
Jaycee Lee Dugard (født 3. maj 1980 i Anaheim, Californien) er en amerikansk kvinde som er kendt for at have været kidnappet i 18 år. 
Hun blev kidnappet den 10. juni 1991, da hun var 11 år gammel, fra en busholdeplads i nærheden af hendes eget hjem i South Lake Tahoe, Californien . Den 26. august 2009 blev hun fundet. De to kidnappere var Phillip Garrido (født 1951) og hans kone Nancy Garrido (født 1955). Dugard har fået to døtre med Philip Garrido, som var 11 og 15, da hun kom fri fra sit fangenskab.
Den 2. juni 2011 blev Phillip Garrido dømt til 431 års fængsel, mens hans kone blev dømt til mellem 36 år og livstid.

## Dokumentarfilmen
Jaycee Dugard sagen er amerikansk dokumentarfilm fra 2010, den utrolige historie om den 29-årige kvinde, Jaycee Dugard, der efter 18 år i fangenskab hos en voldtægtsdømt mand endelig slipper fri.